# Erebia noricana
Erebia noricana är en fjärilsart som beskrevs av Von Mentzer 1961. Erebia noricana ingår i släktet Erebia och familjen praktfjärilar. Inga underarter finns listade i Catalogue of Life.